# Ranbir Singh Pora
Ranbir Singh Pora (ook gespeld als Ranbir Singh Pura) is een stad en “notified area” in het district Jammu van het Indiase unieterritorium Jammu en Kasjmir.

## Demografie
Volgens de Indiase volkstelling van 2001 wonen er 13.563 mensen in Ranbir Singh Pora, waarvan 54% mannelijk en 46% vrouwelijk is. De plaats heeft een alfabetiseringsgraad van 70%.